# Comuna Mușenița, Suceava
Mușenița este o comună în județul Suceava, Bucovina, România, formată din satele Baineț (reședința), Băncești, Climăuți, Mușenița, Vășcăuți și Vicșani.

## Așezare
Comuna Mușenița este situată în partea de nord-est a județului Suceava, pe DJ291A, la aproximativ 12 km de orașul Siret, învecinându-se la nord-vest cu comuna Volcineț, la nord cu comunele Bahrinești și Cerepcăuți (toate trei din raionul Adâncata, regiunea Cernăuți, Ucraina), la est cu teritoriul orașului Siret, la sud cu comuna Dornești și la vest și sud-vest cu comuna Frătăuții Noi.

## Demografie
Componența etnică a comunei Mușenița
     Români (71,84%)
     Ruși lipoveni (13,11%)
     Ucraineni (3,74%)
     Polonezi (2,29%)
     Alte etnii (9,02%)
Componența confesională a comunei Mușenița
     Ortodocși (68,1%)
     Creștini de rit vechi (13,66%)
     Romano-catolici (5,89%)
     Penticostali (2,7%)
     Alte religii (1,6%)
     Necunoscută (8,04%)
Conform recensământului efectuat în 2021, populația comunei Mușenița se ridică la 1.442 de locuitori, în scădere față de recensământul anterior din 2011, când fuseseră înregistrați 1.871 de locuitori. Majoritatea locuitorilor sunt români (71,84%), cu minorități de ruși lipoveni (13,11%), ucraineni (3,74%) și polonezi (2,29%). Din punct de vedere confesional, majoritatea locuitorilor sunt ortodocși (68,1%), cu minorități de creștini de rit vechi (13,66%), romano-catolici (5,89%) și penticostali (2,7%), iar pentru 8,04% nu se cunoaște apartenența confesională.

## Politică și administrație
Comuna Mușenița este administrată de un primar și un consiliu local compus din 11 consilieri. Primarul, Radu-Florin Tudurean[*], de la Partidul Național Liberal, este în funcție din 2016. Începând cu alegerile locale din 2024, consiliul local are următoarea componență pe partide politice:
|  | Partid                                   | Consilieri | Componența Consiliului | Componența Consiliului | Componența Consiliului | Componența Consiliului | Componența Consiliului | Componența Consiliului |
|  | ---------------------------------------- | ---------- | ---------------------- | ---------------------- | ---------------------- | ---------------------- | ---------------------- | ---------------------- |
|  | Partidul Național Liberal                | 6          |                        |                        |                        |                        |                        |                        |
|  | Partidul Social Democrat                 | 1          |                        |                        |                        |                        |                        |                        |
|  | Alianța Dreapta Unită                    | 1          |                        |                        |                        |                        |                        |                        |
|  | Alianța pentru Unirea Românilor          | 1          |                        |                        |                        |                        |                        |                        |
|  | Comunitatea Rușilor Lipoveni din România | 1          |                        |                        |                        |                        |                        |                        |
|  | Partidul S.O.S. România                  | 1          |                        |                        |                        |                        |                        |                        |

## Personalități
- I.O. Suceveanu, pe numele său adevărat Ion Olaru, poet, maistru militar și telegrafist, (1905 – 1960).
- Emilian Drehuță, economist, editor, memorialist și autor (1931 – 2011).
- Otto Babiasch (n. 1937), pugilist german;
- Vasile Andru, pe numele său adevărat Vasile Andrucovici, prozator, teoretician și eseist român, membru al Uniunii Scriitorilor din România (1942 – 2016).
- Iohan-Peter Babiaș (1952 – 2002), medic veterinar, activist social polonez în România, membru al Camerei Deputaților (1992-2002), președinte al Uniunii Polonezilor din România, „Dom Polski” (1994-2002).
- Nichita Danilov, poet și publicist (născut pe 7 aprilie 1952).

## Legături externe
- Site web oficial
- Mușenița de Suceava crește de la o zi la alta - curierulsatelor.wordpress.com Arhivat în 5 martie 2016, la Wayback Machine., publicat pe 4 august 2014
- Comuna în care există 12 biserici și doar două școli - ziardesuceava.ro Arhivat în 15 octombrie 2018, la Wayback Machine., publicat pe 8 octombrie 2018